# Cynthia Leitich Smith
Cynthia Leitich Smith (Kansas City, Missouri, 1967) és una escriptora mestissa creek. Escriu per al New York Times best-selling llibres de ficció per a nens i adults. És membre de la Nació Muscogee (Creek), els seus llibres estan centrats en les vides actuals dels amerindis. Aquests llibres s'ensenyen pels professors a primària, escola secundària, escola secundària, i les aules universitàries. Endemés Smith escriu llibres d'imatges fantasioses i humorístiques, i fantasies gòtiques per a les edats de més de 14 anys. Considerada una experta en literatura infantil per la premsa, també té un lloc web de recursos de literatura infantil.
Smith és un antic membre del Vermont College of Fine Arts, i hi ha ensenyat literatura per a infants i adolescents.
Smith es va graduar a la Universitat de Kansas i a la Universitat de Michigan, viu a Austin (Texas).

## Obres
- Jingle Dancer (2000)
- Rain is Not My Indian Name (2001)
- Indian Shoes (2002)
- Santa Knows (2006)
- Tantalize (2007)
- Eternal (2009)
- Holler Loudly (2010)
- Blessed (2011)
- Tantalize: Kieren's Story (2011)
- Diabolical (2012)
- Feral Nights (2013)
- Eternal: Zachary's Story (2013)